# Liperi
Liperi (Libelits en sueco) es una municipalidad finlandesa, situada en la región de Carelia del Norte. Tiene 12 331 habitantes y un área de 1 161,23 km², de los cuales 434,33 km² es agua. Fue fundada en 1875. En Liperi está situado el aeropuerto de Joensuu, que dista once kilómetros de la población del mismo nombre.
En 2022, el municipio tenía una población de 11 953 habitantes, de los que unos mil cuatrocientos vivían en la capital municipal, Liperin kirkonkylä.